# Luisa Cervera Royo
Josefa María Luisa Cervera Royo (Requena, Plana d'Utiel, 19 de gener de 1843 – València, 26 de febrer de 1924) va ser una escriptora, lliurepensadora, laïcista, republicana, maçona i defensora dels drets de la dona.

## Família i primers anys
Els seus pares, Antonio Cervera Royo i Serafina Royo Bríos, segurament d'ideologia republicana, havien arribat a Requena cap als anys trenta del segle XIX, juntament amb altres familiars, que es dedicaven al comerç i a professions liberals.
En els anys de joventut Luisa Cervera va viure algun temps a Madrid, on va conèixer i tractar altres dones del seu temps com Rosario de Acuña, de qui es faria molt amiga, Concepción Arenal, Carolina Coronado o Carmen de Burgos.
Es va casar amb Victoriano Carretero Martínez i va tenir dos fills.

## Escriptora
Va començar a publicar els seus textos a La Luz del Porvenir, un setmanari publicat a Barcelona d'ideologia espiritista, anticlerical i d'orientació feminista, que dirigia Amalia Domingo Soler: «Res tan discutit als nostres dies com la qüestió de si la dona ha d'estar reclosa a casa, sense relacions amb la societat, o si aquesta la necessita [...]. Voldríem entrar en matèria per preguntar als homes de sentiment, d’intel·ligència i de raó, si els seus desitjos són justos o apreciacions absurdes i irrealitzables. Provem-ho [...]».
Com a escriptora va escriure i publicar poesia. També va escriure teatre, tot i que només es té referència de dues obres: Batalla de amor i Honor, nobleza y lealtad. Són ben coneguts els seus articles, en què promovia l’emancipació de les dones, denunciava la seva manca d’instrucció, exigia per a elles educació social i laica, deslliurada del control eclesiàstic, i mostrava la seva confiança en la república.
Va escriure a les pàgines de revistes i diaris espanyols i americans com El Globo, El Nuevo Régimen, La Iberia, Las Dominicales i Las Dominicales del Libre Pensamiento, de Madrid; La Concordia i El Progreso, de Barcelona, La Antorcha Valentina (una  publicació maçònica i lliurepensadora vinculada a la Lògia Puritana de València), i a partir de 1905 en el diari republicà El Pueblo, fundat por Vicent Blasco Ibáñez, on van aparèixer una gran part dels seus articles. A Requena va escriure també per a publicacions com El Baluarte, Sancho Panza, El Somatén, La Voz de Requena i El Avance (òrgan de la Unió Republicana del Districte Requena-Aiora).

## Maçona
Luisa Cervera es va iniciar en la maçoneria el 1889, a la lògia Acàcia núm. 25, de València, i fou una de les fundadores de la lògia Filles de l'Acacia núm. 2, al 1890. Va participar com a oradora a les conferències que organitzava el Cercle d'Instrucció i Esbarjo de València, on defensava les seves idees racionalistes, feministes i lliurepensadores.
En morir, va ser enterrada al Cementiri Civil de València.

## Reconeixement i memòria
La ciutat de València va decidir posar el seu nom a un carrer del barri de Benicalap.
L’ajuntament de Requena va proposar dedicar un centre de l'ajuntament a la denominació de Centre Municipal Luisa Cervera Royo.